# Sholkhang
Sholkhang, de son nom personnel Dhondup Phuntsog (né à Mon en 1862-1926), est un homme politique tibétain.

## Carrière
En 1903, alors membre du cabinet ministériel (Kashag), il fut accusé par le Tsongdu (assemblée nationale tibétaine) de trahison, avec deux autres membres du Kashag Paljor Dorje Shatra et Changkhyim. Il fut mis en prison sous le Palais d'Été Norbulingka. 
Le 13e dalai lama l’a ensuite rétrogradé et exilé dans ses terres près de Chushur
En 1907, alors que le dalaï-lama avait fui le Tibet, il fut rappelé à Lhassa par Zhang Yingtang, l'assistant de l'amban pour participer au parlement. Fin 1907, alors que le dalaï-lama à Xi'an, en exil du Tibet, il le nomme Premier ministre avec deux autres Lonchens, Paljor Dorje Shatra et Changkhyim, pour qu'ils aident Lobsang Gyaltsen, régent du Tibet.
Quand le dalaï-lama retourna à Lhassa, il lui accorda à nouveau sa confiance. En 1908, le dalaï-lama créa le bureau de Lonchen de trois premiers ministres. En 1910, il accompagna le dalaï-lama lors de son exil en Inde britannique.
Le 4 août 1914, un mois seulement après la signature de la Convention de Simla, Sholkhang a envoyé un message à Basil Gould, alors agent politique du Sikkim, où il écrit aux Britanniques qu’un millier de soldats tibétains seront affectés lors de la guerre mondiale contre l'Allemagne. Les Britanniques n’ont cependant pas utilisé cette offre. 
Il est resté jusque vers 1925-1926. Dans les dernières années, alors qu'il était le seul Lochen encore en vie,  il a formé son successeur Langdun.

## Réputation
Selon des sources britanniques, il est un homme habile et secret, avec un caractère fort et robuste.

## Famille

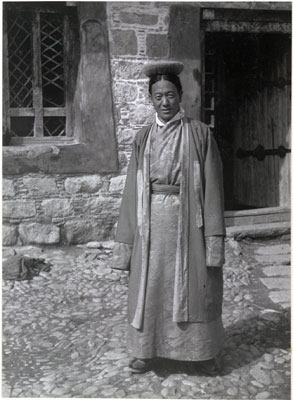
Shokhang, membre de la famille en 1936 ou 1937

Ganggiu Trulku Rinpoché est son fils.
Sa petite fille, Kunzang Dechen, a épousé Tashi Namgyal en octobre 1918.